# Nokia
 (транскр.  Нокија, стилизовано као NOKIA) финска је компанија за телекомуникације коју је основао Кнут Фредерик Идстам у Темпереу 1865. године. Компанија је касније премештена у место Нокија, које лежи на обали реке Нокијанвирта. Том месту компанија дугује назив који и данас употребљава. Nokia је била највећи светски произвођач мобилних телефона 2005. године, испред компанија Motorola и Samsung, са 32,6% тржишног учешћа). Њено седиште је у граду Еспо близу Хелсинкија.

## Историјат
Група Nokia је основана 1966. године спајањем трију индустрија које су се уздигле још у 19. веку и које су већ носиле то име; и то индустрије хартије, каучука и каблова. Фирма је почела са производњом телевизора 70-их година прошлога века, али је и даље остала конгломерат „за све и свашта“. До успона ове марке дошло је 1992, када се група одрекла свих активности ван домена телекомуникација.

## Финансијско стање
Акције компаније Nokia се котирају на већини светских берза. Уведене су 1915. на Хелсиншкој берзи. Данас је Nokia присутна на берзама у Стокхолму, Лондону, Паризу, Франкфурту и Њујорку. Nokia је свој највећи успех постигла око 2000. године, са својим изузетно популарним моделом „3310“. Пословни резултати у 2005. години износе 34,19 милијарди евра, са стопом раста од 16%. Фирма је продала 265 милиона примерака мобилних телефона 2005. године.

## Конзола за игру
је покушала пробој на тржиште преносивих конзола за игру са својим моделом N-Gage. Изашавши на тржиште, први пут крајем 2003. године, конзола је наишла на слаб пријем услед малог броја игара и проблема са концепцијом. Уваживши те чињенице, Nokia је избацила нову верзију 2006. године – N-Gage QD. Упркос свему томе, конзола није постигла запаженији успех.

## Корпорацијски слогани
Званични корпорацијски манифест компаније, који гласи „The Nokia Way”, истиче у први план брзину и флексибилност одлука које доноси равна, умрежена организација. Једнаке могућности и отвореност су такође наглашени, као и потреба за што већим доприносом менаџмента предузећа и запослених.
Nokia представља прогресивну и далековиду технолошку групу, која годишње троши милионе на истраживања и развој, и себе представља као иноватора на пољу мобилних телекомуникација.
Енглески је званични језик комуникације запослених у компанији, без обзира на њихову локацију.
Вредности компаније су: задовољење потрошача, поштовање, постигнуће и иновација.

## Занимљивости
„Специјални“ тон који корисници Nokia телефона чују приликом пријема СМС-ова је заправо Морзеов код за S-M-S. Сходно томе, „растући“ тон је Морзеов код за њихов слоган „Connecting People“ („Повезујемо људе“).
Мелодија звона „Nokia Tune“ (вероватно једна од најпознатијих мелодија на свету) је заправо заснована на „Gran Vals“, делу писаном за гитару из 19. века шпанског музичара Франциска Тереге. Мелодија је првобитно и била насловљена „Gran Vals“, али јој је убрзо промењен назив, негде око 1998, када су људи недвосмислено почели да је повезују са брендом Nokia.